# Cupa României 2020-2021
La Cupa României 2020-2021 è stata l'83ª edizione della coppa nazionale, principale torneo a eliminazione diretta del calcio rumeno, iniziata il 9 settembre 2020 e terminata il 22 maggio 2021. L'U Craiova ha conquistato il trofeo per l'ottava volta nella sua storia.

## Formula
Il torneo si è svolto con turni ad eliminazione diretta a partita unica tranne le semifinali, svolte con partite di andata e ritorno. Nella fase preliminare si sono incontrti i club delle serie inferiori, mentre le squadre della Liga I giocano a partire dai sedicesimi di finale.

## Fase preliminare

### Primo turno
Il sorteggio è stato effettuato il 26 agosto 2020.
| Squadra 1                 | Risultato       | Squadra 2                |
| ------------------------- | --------------- | ------------------------ |
| 9 settembre 2020          |                 |                          |
| Minerul Costeşti          | 0 - 5           | Viitorul Dăești          |
| Jiul Rovinari             | 0 - 3           | Filiași                  |
| Jiul Petroșani            | Ann.            | Gilortul                 |
| Cetate Deva               | 0 - 1           | Ghiroda şi Giarmata Vii  |
| Pobeda Stár Bišnov        | 4 - 2           | Fortuna Becicherecu Mic  |
| SSU Politehnica Timișoara | 2 - 2 (4-6 dtr) | Gloria Lunca Teuz Cermei |
| Sportul Şimleu            | 1 - 1 (7-6 dtr) | SCM Zalău                |
| Sănătatea Cluj            | 2 - 4           | Unirea Dej               |
| Arieşul Mihai Viteazu     | 0 - 3           | Industria Galda de Jos   |
| Unirea Ungheni            | 4 - 1           | Arieșul Turda            |
| Székelyudvarhely          | 2 - 0           | Avântul Reghin           |
| Târgu Secuiesc            | 1 - 1 (3-5 dtr) | Municipal Braşov         |
| Olimpic Zărneşti          | 1 - 0           | Olimpic Cetate           |
| Gloria Corneşti           | 0 - 3           | Pucioasa                 |
| Dunărea Giurgiu           | 1 - 7           | Sporting Roşiori         |
| CSA Steaua Bucuresţi      | 6 - 0           | Balotești                |
| Olteniţa                  | 0 - 3           | Agricola Borcea          |
| Înfrăţirea Jilavele       | 1 - 3           | Recolta Gheorghe Doja    |
| Râmnicu Sărat             | 1 - 2           | Metalul Buzău            |
| Victoria Cumpăna          | 3 - 0           | Poseidon 2 Mai           |
| Medgidia                  | 0 - 3           | Axiopolis                |
| Flacăra M. Kogălniceanu   | 0 - 4           | Dacia Unirea Brăila      |
| Victoria Traian           | 0 - 3           | Făurei                   |
| CSM FC Vaslui             | 0 - 5           | Hușana Huși              |
| Victoria Gugeşti          | 0 - 4           | Sporting Lieşti          |
| Viitorul Curiţa           | 0 - 4           | CSM Bacău                |
| Paşcani                   | 3 - 0           | Cetatea Târgu Neamț      |
| Dante Botoşani            | 0 - 3           | Şomuz Fălticeni          |
| Olimpia Satu Mare         | 0 - 1           | Sighetu Marmaţiei        |
| Universitatea Alba Iulia  | 1 - 1 (2-4 dtr) | Unirea Alba Iulia        |

### Secondo turno
Il sorteggio è stato effettuato il 17 settembre 2020. Il Filiași passa direttamente al terzo turno.
| Squadra 1                | Risultato       | Squadra 2                 |
| ------------------------ | --------------- | ------------------------- |
| 22 settembre 2020        |                 |                           |
| Agricola Borcea          | 3 - 1           | Înainte Modelu            |
| CSM Bacău                | 0 - 4           | Ceahlăul                  |
| Pobeda Stár Bišnov       | 0 - 1 (dts)     | Dumbrăvița                |
| Dacia Unirea Brăila      | 4 - 1           | Viitorul Ianca            |
| Crişul Chişineu Criş     | 0 - 2           | Șoimii Lipova             |
| Metalurgistul Cugir      | 3 - 4           | Seviş Şelimbăr            |
| Viitorul Dăești          | 5 - 0           | Flacăra Horezu            |
| Pucioasa                 | 2 - 1           | Flacăra Moreni            |
| Ghiroda şi Giarmata Vii  | 4 - 1           | Hunedoara                 |
| Hușana Huși              | 2 - 1           | Sporting Lieşti           |
| Industria Galda de Jos   | 0 - 3           | Unirea Alba Iulia         |
| Metalul Buzău            | 2 - 2 (7-6 dtr) | Blejoi Vispeşti           |
| Olimpic Zărneşti         | 0 - 3           | Municipal Braşov          |
| Oţelul                   | 0 - 1           | Focșani                   |
| Paşcani                  | 0 - 2 (dts)     | Miroslava                 |
| Recolta Gheorghe Doja    | 2 - 3           | Făurei                    |
| Sânmartin                | 2 - 2 (6-5 dtr) | Luceafărul Oradea         |
| Sighetu Marmaţiei        | 1 - 2           | Silvania Şimleu Silvaniei |
| Şomuz Fălticeni          | 3 - 0           | Bucovina Rădăuţi          |
| Sporting Roşiori         | 0 - 3           | Alexandria                |
| CSA Steaua Bucuresţi     | 0 - 1           | Gloria Popești-Leordeni   |
| Gloria Lunca Teuz Cermei | 3 - 1           | Progresul Pecica          |
| Tunari                   | 0 - 3           | Afumați                   |
| Unirea Bascov            | 0 - 3           | Vediţa Coloneşti          |
| Unirea Dej               | 7 - 0           | Bistrița                  |
| Unirea Ungheni           | 0 - 1           | Székelyudvarhely          |
| Victoria Cumpăna         | 0 - 3           | Axiopolis                 |

### Terzo turno
Il sorteggio è stato effettuato il 30 settembre 2020.
| Squadra 1                 | Risultato       | Squadra 2          |
| ------------------------- | --------------- | ------------------ |
| 6 ottobre 2020            |                 |                    |
| Unirea Alba Iulia         | 0 - 2           | Viitorul Șelimbăr  |
| Alexandria                | 0 - 3           | CSM Slatina        |
| Ghiroda şi Giarmata Vii   | 4 - 2           | Dumbrăvița         |
| Székelyudvarhely          | 0 - 2           | Csíkszereda        |
| Gloria Popești-Leordeni   | 0 - 1           | Progresul Bucarest |
| Gloria Lunca Teuz Cermei  | 0 - 3           | Șoimii Lipova      |
| 7 ottobre 2020            |                 |                    |
| Afumați                   | 2 - 3           | Concordia Chiajna  |
| Axiopolis                 | 6 - 3           | Agricola Borcea    |
| Minaur Baia Mare          | 0 - 3           | Comuna Recea       |
| Brăila                    | 4 - 0           | Făurei             |
| Ceahlăul                  | 3 - 0           | Aerostar Bacău     |
| Viitorul Dăești           | 2 - 2 (4-3 dtr) | Vediţa Coloneşti   |
| Pucioasa                  | 1 - 1 (2-4 dtr) | Municipal Braşov   |
| Hușana Huși               | 2 - 1           | Miroslava          |
| Metalul Buzău             | 0 - 2           | Focșani            |
| Silvania Şimleu Silvaniei | 1 - 2           | Sânmartin          |
| Şomuz Fălticeni           | 2 - 0           | Foresta Suceava    |
| FCU Craiova               | 1 - 1 (5-3 dtr) | CSM Reșița         |
| Mostiştea Ulmu            | 3 - 1           | Unirea Slobozia    |
| 8 ottobre 2020            |                 |                    |
| Filiași                   | 2 - 0           | Pandurii           |
| Unirea Dej                | 0 - 2           | U Cluj             |

### Quarto turno
Il sorteggio è stato effettuato il 14 ottobre 2020.
| Squadra 1               | Risultato       | Squadra 2             |
| ----------------------- | --------------- | --------------------- |
| 20 ottobre 2020         |                 |                       |
| CSM Slatina             | 0 - 0 (8-9 dtr) | Turris Turnu Măgurele |
| Filiași                 | 0 - 4           | FCU Craiova           |
| Progresul Bucarest      | 3 - 2 (dts)     | Rapid Bucarest        |
| Șoimii Lipova           | 0 - 1           | Ripensia Timișoara    |
| Viitorul Șelimbăr       | 0 - 3           | U Cluj                |
| 21 ottobre 2020         |                 |                       |
| Axiopolis               | 1 - 1 (3-5 dtr) | Farul Costanza        |
| Brăila                  | 1 - 2           | Gloria Buzău          |
| Concordia Chiajna       | 1 - 0           | Mioveni               |
| Viitorul Dăești         | 1 - 2 (dts)     | Viitorul Târgu Jiu    |
| Ghiroda şi Giarmata Vii | 3 - 4 (dts)     | ASU Poli Timișoara    |
| Hușana Huși             | 1 - 0           | Focșani               |
| Metaloglobus            | 1 - 2 (dts)     | Petrolul Ploiești     |
| Sânmartin               | 4 - 3           | Comuna Recea          |
| Şomuz Fălticeni         | 0 - 4           | Ceahlăul              |
| Municipal Braşov        | 0 - 1 (dts)     | Csíkszereda           |
| Mostiştea Ulmu          | 1 - 2           | Dunărea Călărași      |

## Fase finale

### Sedicesimi di finale
Il sorteggio è stato effettuato il 9 novembre 2020.
| Squadra 1             | Risultato       | Squadra 2          |
| --------------------- | --------------- | ------------------ |
| 27 novembre 2020      |                 |                    |
| Chindia Târgoviște    | 1 - 1 (4-2 dtr) | Hermannstadt       |
| Progresul Bucarest    | 0 - 5           | U Craiova          |
| 28 novembre 2020      |                 |                    |
| Turris Turnu Măgurele | 1 - 0           | Sepsi              |
| Sânmartin             | 0 - 1           | Dunărea Călărași   |
| FCU Craiova           | 1 - 3           | ASU Poli Timișoara |
| Concordia Chiajna     | 0 - 2           | Botoșani           |
| Farul Costanza        | 2 - 1           | Acad. Clinceni     |
| Viitorul Târgu Jiu    | 1 - 0           | Argeș Pitești      |
| Ceahlăul              | 1 - 2           | Petrolul Ploiești  |
| Dinamo Bucarest       | 3 - 0           | Viitorul Costanza  |
| 29 novembre 2020      |                 |                    |
| Ripensia Timișoara    | 1 - 5           | Astra Giurgiu      |
| Hușana Huși           | 2 - 8           | U Cluj             |
| Voluntari             | 0 - 6           | Gaz Metan Mediaș   |
| Politehnica Iași      | 1 - 0           | CFR Cluj           |
| 30 novembre 2020      |                 |                    |
| Csíkszereda           | 0 - 2           | UTA Arad           |
| Gloria Buzău          | 0 - 3           | FCSB               |

### Ottavi di finale
Il sorteggio è stato effettuato il 12 gennaio 2021.
| Squadra 1          | Risultato | Squadra 2             |
| ------------------ | --------- | --------------------- |
| 9 febbraio 2021    |           |                       |
| Dunărea Călărași   | 3 - 0     | Turris Turnu Măgurele |
| Petrolul Ploiești  | 3 - 0     | Politehnica Iași      |
| 10 febbraio 2021   |           |                       |
| Farul Costanza     | 0 - 3     | Chindia Târgoviște    |
| U Cluj             | 2 - 1     | UTA Arad              |
| Dinamo Bucarest    | 1 - 0     | FCSB                  |
| 11 febbraio 2021   |           |                       |
| Viitorul Târgu Jiu | 1 - 0     | Gaz Metan Mediaș      |
| ASU Poli Timișoara | 1 - 2     | Astra Giurgiu         |
| Botoșani           | 0 - 1     | U Craiova             |

### Quarti di finale
Il sorteggio è stato effettuato il 15 febbraio 2021.
| Squadra 1          | Risultato | Squadra 2          |
| ------------------ | --------- | ------------------ |
| 2 marzo 2021       |           |                    |
| Chindia Târgoviște | 0 - 1     | U Craiova          |
| 3 marzo 2021       |           |                    |
| U Cluj             | 1 - 3     | Viitorul Târgu Jiu |
| Petrolul Ploiești  | 0 - 3     | Astra Giurgiu      |
| 4 marzo 2021       |           |                    |
| Dunărea Călărași   | 1 - 3     | Dinamo Bucarest    |

### Semifinali
Il sorteggio è stato effettuato il 16 marzo 2021.
| Squadra 1                       | Totale          | Squadra 2          | Andata | Ritorno |
| ------------------------------- | --------------- | ------------------ | ------ | ------- |
| 13 aprile 2021 / 11 maggio 2021 |                 |                    |        |         |
| Astra Giurgiu                   | 1 - 1 (5-4 dtr) | Dinamo Bucarest    | 1 - 0  | 0 - 1   |
| 14 aprile 2021 / 12 maggio 2021 |                 |                    |        |         |
| U Craiova                       | 5 - 2           | Viitorul Târgu Jiu | 3 - 0  | 2 - 2   |

### Finale
| Arbitro: | Horațiu Feșnic |

|                        |           |                                   |
| Găman 17’ Boé-Kane 93’ | Marcatori | 14’ Ivan 100’ Nistor 113’ Screciu |